# Nits
Nits (também conhecido como The Nits até 1992) é um grupo pop holandês, formado em 1974 em Amsterdã.  Inicialmente, a banda consistia de Henk Hofstede (voz, guitarra, teclados), Rob Kloet (bateria), Michiel Peters (guitarra, vocais) e Alex Roelofs (baixo), e foi essa formação que gravou e lançou de forma independente o single Yes Or No em 1975 e em seu álbum de estréia em 1978. 
Seu maior hit na Holanda foi Nescio (1983), uma homenagem ao autor holandês Jan Hendrik Frederik Grönloh. Um grande sucesso que trouxe para a banda uma projeção internacional foi In The Dutch Mountains (1987). Outras canções conhecidas dos Nits incluem J.O.S. Days, Adieu Sweet Bahnhof e Sketches Of Spain. 
Seu estilo musical evoluiu durante sua carreira. No começo, muito marcado pela new wave e a influência dos Beatles e dos The Kinks, A banda foi formando na década de 1980 um estilo próprio, um pop às vezes engraçado e cativante e às vezes melancólico.
O ano de 2014 foi focado no aniversário de 40 anos do The Nits.
Um álbum de compilação abrangendo toda a carreira da banda foi lançado em 2014 (intitulado The Nits?), que continha três faixas inéditas. Em março de 2015, a banda lançou Hotel Europa, um álbum duplo ao vivo com canções que vão desde Giant Normal Dwarfs (1990) até Malpensa (2012), com exceção de uma versão ao vivo de In The Dutch Mountains

## Discografia
- The Nits (1978)
- Tent (1979)
- New Flat (1980)
- Work (1981)
- Omsk (1983)
- Kilo (1983) (mini álbum)
- Adieu Sweet Bahnhof (1984)
- Henk (1986)
- In the Dutch Mountains (1987)
- Hat (1988) (mini álbum)
- Giant Normal Dwarf (1990)
- Hjuvi - A Rhapsody in Time (1992) (com The Radio Symphony Orchestra)
- Ting (1992)
- dA dA dA (1994)
- Dankzij de Dijken (1995)
- Alankomaat (1998)
- Wool (2000)
- 1974 (2003)
- Les Nuits (2005)
- Doing the Dishes (2008)
- Strawberry Wood (2009)
- Malpensa (2012)
- Hotel Europa (2015)

### Ao vivo
- Urk (1989)

### Compilações
- Nest (1995)
- Hits (2000)
- NITS? (2014)